# Musée de l'érotisme (Paris)
Le musée de l'Érotisme était, de 1997 à 2016, un musée privé parisien consacré à l'art érotique (peinture, sculpture, objets…).
Inauguré en novembre 1997 par Alain Plumey et Joseph Khalifa au cœur de Pigalle dans le 18e arrondissement de Paris, au 72, boulevard de Clichy, le musée a fermé ses portes au public le 7 novembre 2016 et l'ensemble de la collection a été vendue aux enchères.

## Collections
Sur les sept étages, le musée regroupait des expositions permanentes sur :
- l'art populaire centré sur la sexualité dans son aspect récréatif ;
- l'art sacré de la préhistoire à nos jours, consacré à la sexualité, la fécondité et la fertilité ;
- l'art contemporain (photographies, dessins, peintures…) ;
- l'histoire des maisons closes de la fin du XIXe siècle à l’année 1946, date de la fermeture de ces établissements en France.

Il exposait des pièces d’Afrique, d’Amérique, d’Asie, d’Europe et d’Océanie.
Le musée abritat aussi des expositions temporaires d'artistes internationaux, d'une durée de six à sept mois, notamment sur le Japon, Alexandre Dupouy, Christian Peter, Peter van Straaten, Barbe, Christophe Bier, Stéphane Blanquet, Jacques Brissot, Jean-Pierre Ceytaire, Jacques Charrier, Nicole Claveloux, Jean Demélier, Freak Wave, Charlie Hebdo, Placid et Muzo, Alex Varenne.